# Энгеной (село)
Энгено́й (чечен. Энгана) — село в Ножай-Юртовском районе Чеченской Республики. Административный центр Энгенойского сельского поселения.

## География
Село расположено на правом берегу реки Аксай, в 14 км к юго-западу от районного центра — Ножай-Юрт и в 75 км к юго-востоку от города Грозный.
Ближайшие населённые пункты: на севере — сёла Саясан и Маси-Хутор, на северо-востоке — село Хочи-Ара, на востоке — сёла Гендерген и Пачу, на юге — сёла Гуржи-Мохк и Беной, на юго-западе — село Центарой и Корен-Беной, и на западе — сёла Гордали и Бас-Гордали.

## История
Согласно преданию, предки энганойцев из тайпов — гордалинцы, даттахойцы и чеччалхойцы, имели генетическое родство. Село Энгеной было перенесено с восточного хребта Терган-дук (Щит-хребет) на западный склон, после ныне неизвестной трагедии. В 1944 году, после выселения чеченцев, и упразднения Чечено-Ингушской АССР, селение Энгеной было переименовано в Бетли и заселено выходцами из села Бетли Унцукульского района Дагестанской АССР.
После восстановления Чечено-Ингушской АССР, в 1958 году населённому пункту было возвращено его прежнее название — Энгеной, а выходцы из Дагестана были переселены обратно.

## Население
| 1990  | 2002  | 2010  | 2012  | 2013  | 2014  | 2015  |
| ----- | ----- | ----- | ----- | ----- | ----- | ----- |
| 1303  | ↘1055 | ↗1137 | ↗1162 | ↗1174 | ↗1209 | ↗1217 |
| 2016  | 2017  | 2018  | 2019  | 2020  | 2021  | 2023  |
| ↗1250 | ↗1288 | ↗1309 | ↗1334 | ↗1345 | ↗1359 | ↗1388 |
| 2024  |       |       |       |       |       |       |
| ↗1408 |       |       |       |       |       |       |

## Образование
- Энгенойская муниципальная средняя общеобразовательная школа[22].